# Topaipí
Topaipí es un municipio colombiano del departamento de Cundinamarca, ubicado en la provincia de Rionegro, a 141 km al norte de Bogotá, sobre la cordillera oriental de los Andes colombianos. La cabecera municipal se encuentra a una altitud de 1.323 m s. n. m., y la temperatura media anual es de 18 a 21 °C.

## Toponimia

### Origen lingüístico[3]
- Familia lingüística: Caribe
- Lengua: Colima

### Significado
El topónimo «Topaipí», en la lengua de los Tapaces o Colimas, significa «piedra ardiente o encendida». Topaipí, si pertenece a la lengua general Muisca, presenta los vocablos to "cortada, ruptura", to-toc "río", pa-paba "padre", i "yo, sombra, atrás" pi-vi "mucho, mucha, muchos, muchas".

### Origen / Motivación
Fue el nombre de su principal cacique, el Cacique Topaipí o Cacique Itoco, en todos los casos es el mismo. También se dice que Topaipí era la denominación que le dieron los antiguos habitantes de la región, quienes se localizaban en una región dominada por los Muyscas.

### Nombres históricos
- Nuestra Señora de Lourdes de Topaipí (1617)
- Guayabal de Topaipí (1821)

## Historia

### Época precolombina
En la época precolombina, el territorio que actualmente ocupan los municipios de Topaipí, La Palma, Yacopí, Caparrapí, El Peñón, entre otras regiones del norte de Cundinamarca y el nororiente del departamento de Boyacá, estuvieron habitadas por los indígenas Colimas que se llamaban a sí mismos Tapaces. Dentro de la cosmología de esta tribu los Tapaces creían que el sol era su padre y que la luna era su madre.
Igualmente, el espíritu que le dio inicio al mundo lo llamaban Are. Los historiadores mencionan que los Colimas bajaron por la ribera derecha del Río Magdalena y poblaron montañas y valles junto con los Muzos. La frontera entre Muzos y Colimas iniciaba en el alto Chaquira y terminaba en el alto de Caráncha.
Según la mitología local, “el Cacique Topaipí había contraído matrimonio con la diosa Lumbre, la ceremonia tuvo lugar en el río Murca, y de su unión nacieron dos hijas; Ibama y Quípama, princesas cuya belleza superaban la de las estrellas del cielo”. La leyenda mítica se refiere a que estas dos mujeres fueron torturadas y ejecutadas a manos de los conquistadores españoles, por negarse a divulgar el lugar donde se hallaban las riquezas de su padre y las minas de esmeraldas.
En tiempos de la conquista española a los pobladores nativos de la zona se les conocía como “las belicosas tribus del país de Muuzuua”, que presentaron valerosa resistencia, por lo que se hizo necesario realizar varias expediciones en las que muchos españoles fueron derrotados y otros muertos por las mortales flechas de Muzos y Colimas, pero poco a poco, con la posterior colonización europea y el mestizaje, la población indígena local fue diezmándose hasta su extinción.
El nombre de "Colimas" les fue asignado por los Muiscas y significa «guerreros crueles». Los Muzos, Colimas y Panches, pertenecían a la Familia Caribe, que se asentaba principalmente en las cuencas de los ríos. Las evidencias materiales de sus asentamientos se remontan al siglo XII d. C.
Sin embargo, algunos cronistas de la época de la conquista hacen referencia a que los Colimas eran, al igual que los Muzos y los Panches descendientes de los indios Caribes, como lo relata el religioso franciscano Fray Pedro Simón. Este cronista cuenta además que diferentes pueblos caribes subieron navegando por el río La Magdalena y se fueron aposentando de lado a lado del gran río. He aquí donde el nombre pudo haber variado de Calimas a Colimas pues los Calimas son una tribu bien conocida que se radicó al occidente del río Magdalena y ocupó buena parte de lo que hoy se conoce como los Departamentos del Valle del Cauca y Tolima.
Otra parte de estos pueblos indígenas, que pasaron hacia el oriente del río Magdalena recibieron los nombres de Muzos y Panches, quizás para diferenciarse de sus antecesores los Caribes. Los Panches y Muzos empezaron a ocupar a la fuerza territorios de otro pueblo indígena conocido como los Moscas, esto lo hicieron asediándolos con flechas, cerbatanas y lanzas hasta que lograron desplazar a los Moscas a tierras más altas y frías como pudo haber sido la zona del altiplano. Una vez conseguido este objetivo, los Muzos y Panches se apoderaron paulatinamente de los cultivos y se dedicaron a cosechar en los climas más templados y calientes.
Posteriormente estas tribus se fueron adentrando cada vez más hacia el oriente mientras que sus descendientes, los ahora llamados Colimas, se hacían cada vez más feroces combatiendo a las demás tribus locales, incluyendo a sus anteriores aliados los Muzos y a los Panches.  Conformaron la nación Colima, que en lengua Panche significa “cruel matador”, debido a la crueldad usada por estos indios para dar muerte a sus prisioneros de guerra.
Los Colimas forjaron así su territorio el cual se delimitaba por ríos y quebradas. Al oriente con los Moscas hasta donde empiezan a descender las estribaciones de la altiplanicie; por el sur hasta el Río Negro, límite con los territorios Panche; por el occidente con el río de la Magdalena y por el norte con su misma gente, los Muzos. 
El nombre de los Colimas fue dado por los Panches a sus crueles vecinos, en señal de oprobio por las circunstancias anotadas sobre su innata crueldad, pero su verdadero nombre era el de Tapaces, que quiere decir en su lengua; “piedra ardiente o encendida”.
La mayoría de los cronistas que se ocuparon de las tribus Muzos y Colimas están de acuerdo en la tradición que estos indígenas conservaban respecto a su origen común. Decían que …al principio del mundo apareció una sombra o figura humana de grandes proporciones, reclinada sobre las montañas o cordilleras del otro lado del gran río” (río Magdalena), que en su lengua distinguían con el nombre de Are. Este mitológico gigante “…Are se dedicaba a fabricar muchas figuras en madera con rostros de hombres y mujeres, que luego echaba al agua del rio, en donde tomaban vida y se multiplicaban, dedicándose después a cultivar la tierra”.
El nombre de Are parece que ha quedado perpetuado en los ríos “Nare” y “Carare”, afluentes del río Magdalena, situados más cerca del norte del lugar en donde los indígenas ubican la sombra protectora de Are.
Los Colimas adjudicaban inmortalidad al alma, pues creían que cuando una persona moría su alma abandona el cuerpo y se dirigía enseguida hasta la sierra nevada o páramo de Cartago (nevado del Ruiz), en donde ellos creían ver la sombra de Are recostada en las montañas al frente de sus tierras, cordillera nevada que divisaban en los días claros al occidente de sus dominios territoriales.
La lengua de los Colimas y Muzos era la misma, afirma el Padre Simón, plana y sin ningún signo gutural, lo cual facilitaba su escritura y carecía del sonido de la “L”. 
Era costumbre de las parcialidades Colimas tomar el nombre de la región en donde se establecían. Formaban gentilicios de modo curioso; por ejemplo, si llegaban a un lugar en donde abundaban los árboles de guamo, que ellos denominaban en su lengua “curi” asociaban dicho nombre al de “paes” que significa “morador o vecino” y formaban entonces el gentilicio “curipaes”. En la región en donde abundaban las hormigas, que ellos designaban con el nombre de “marpas”, se formó el gentilicio de “marpapies”.  En una tierra cuya peculiaridad eran sus numerosas barrancas de color bermejo o cobrizo, ellos lo denominaban “caparras”, es así que a los moradores de esas tierras les llamaban “caparrapies”, nombre que recuerda el lugar en donde hoy está situado la población cundinamarquesa de Caparrapí.
Los Colimas tenían, como fue costumbre en todas las tribus colombianas, “mohanes” (hechiceros) que les hacían creer que se comunicaban o tenían tratos y relaciones con espíritus. Estos indios tenían al mohán en tanta estimación y fe, que se dejaban engañar con suma facilidad, hasta el punto de que su credulidad los llevaba hasta ahorcarse o tomar brebajes de yerbas venenosas para quitarse la vida persuadidos de que con morir se acababan los trabajos y retornarían a Are.
Fuente: 

### Conquista y colonización
Los primitivos pobladores de la región de Topaipí fueron los Colimas, y su primer encomendero el descubridor Pedro del Acebo Sotelo, vecino de la Palma, a quien adjudicó estos indios el presidente Venero de Leiva. Cuando el conquistador don Antonio de Toledo fue a reedificar la ciudad de la Palma, en el apuntalamiento de indios Colimas que hizo a sus acompañantes tomó para así cien casas de la provincia de Topaipí y otros cien en la segunda suerte, que no alcanzó a usufructuar. En el auto de adjudicación se dice que salió de la villa y “la dejo desamparada y no volvió más a ella a sustentarla ni administrar los dichos indios en lo espiritual y temporal y no cumplió otras condiciones que puse en el dicho apuntamiento”. Y que por estas razones y no poder tener más indios pues otros tenían San Sebastián de Mariquita y porque ya era fallecido “…y por cuanto vos Pedro del Acebo Sotelo sois uno de los que primero en compañía del licenciado Gonzalo Jiménez de Quesada, adelantado que agora es de este reino os hallasteis en su descubrimiento, conquista y población en servicio de su majestad con vuestras almas y caballos …doy y encomiendo en vos…todos los indios y caciques ansi el dicho Don Antonio de Toledo para su apunte y señales. En la Palma el 28 de Febrero de 1.578 el gobernador de Colimas y Muzos don Jerónimo Maldonado en nombre del magnífico señor Hernando de Velasco Angulo dio posesión de ellos a Sotelo, y para efecto preguntados los nombres de los principales indios dijeron llamarse Ycara, Ybinoca, Apicupate, Ybiantapa, Aqueza, “ los cuales el dicho teniente tomó por la mano y se los entregó al dicho Pedro del Acebo Sotelo y dijo que en ellos en vos y en nombre de todos los demás indios y casas contenidos en la dicha cédula y de sus tierras, le daba y dio la dicha posesión actual, real, corporal, tal cual de derecho se requiere”.

### Visita de Lesmes de Espinosa
El 24 de enero de 1617 el Oidor Lesmes de Espinosa Saravia llegó de visita a los aposentos de Topaipí Chiquito del encomendero Lorenzo Sotelo, hijo de Pedro. Había allí una iglesia de tapia cubierta de paja “bien enmaderada”, blanqueada y pintada y bien aderezada con sus puertas, una acampana consagrada que la dieron los indios de Topaipí de Lorenzo Sotelo que es de treinta libras”. Esta campana tiene una inscripción que dice: “soy de Lorenzo Sotelo mandome hacer para la iglesia de Nuestra Señora de Lourdes de Topaipí. Rehizo Lázaro Guzmán en el año de 1.599”. Era cura doctrinero Blas Gonzales Galeano. Para la descripción demográfica el encomendero presentó la lista de indios, incluyendo la parcialidad de Muchipay, en la que figuran los patronímicos de Topaipí, Terama, Acuca, Yacupí, Tapsarrapi, Chapa, Sauipay. Del propio Topaipí Chiquito había tres parcialidades: Ynocha del capitán Luis Topaipí, Sarbe y pisco, de los cuales eran principales Francisco Mariquitón Topaipí, Diego Cucama, Luis Coecha, Bartolomé Yapibe Acuca, Juan Gallina Chamachapa, Lorenzo Papachipi Topaipí, Pedro Sotelo Acuca, quien tomó el apellido de su encomendero. En total eran 390 indios así: 96 tributarios, 25 ausentes, 6 reservados, 263 de chusma. En la plática de la visita les preguntaba el oidor si convenía que con el principal se juntasen los de Topaipí Chiquito para hacer un solo pueblo “en este sitio de Topaipí o en otro por aquí cerca había disposición para poblarse todos y donde estarían mejor, y respondieron que en el sitio de el Batán que por bajo de los dichos aposentos estarían bien todos que era buen sitio y que allí se poblarían”. Al efecto, con el propósito de conocer la comarca, el 27 del mismo mes practicó vista de ojos y partió para los aposentos de Murca de Francisco Gómez de Feria, y fue viendo los sitios y asientos de Topaipí “y se vieron unos bohíos que informo el padre Andrés Gonzáles Farfán presbítero y Alonso Calvo y el padre Pedro de Triana presbítero y otras personas ser el Batán de Topaipí y la parte y lugar donde señalaron los indios de Topaipí Chiquito para agregarse y poblarse para que con más facilidad sean doctrinados, que está el dicho sitio en las orillas de una quebrada…que esta distante de los aposentos de Topaipí menos de un cuarto de legua”.
Y fueron viendo el valle y luego subieron unas laderas y se vieron otros que eran de los indios de Pinipay de Hernando Patiño y Quiaquian de Alonso Ortiz, vecinos de Muzo, que están en la raya de los términos con la Palma. Y luego los de Terama de Diego de Mahecha y los de Juan Virués y la iglesia sobre mano izquierda y a la derecha los asientos de Teramilla de Martín de Mahecha y luego los de Terama de Lucas Moreno y se llegó a donde el camino real a la Palma y se vio a la izquierda los aposentos e iglesia de Teramilla de Martín de Mahecha referidos”, y los doctrineros informaron que por ser la tierra mala éste quería agregarlos a la suerte de Guachipay que está de la otra parte de la Palma, y siguió bajando hasta el río Murca y llegó el Oidor a los aposentos de Gómez de Feria el día 27 de este mes de enero. Agrega el escribano Rodrigo Zapata que Murca era tierra áspera de lomas, subidas y bajadas, quebradas arcabucos donde no hay llano ninguno. El cura Gonzáles Galeano dijo que conocía a Lorenzo Sotelo desde veinte años antes y también a su padre. En los aposentos de éste se congregaron los indios de Murca de Juan de Cuellar, vecino de la Palma, que eran 301, divididos en las parcialidades de Murca e Ytoco.

### Doctrina de Topaipí
En las diligencias de visitas del juez comisionado de Rodrigo Zapata, nombrado por el Oidor Lesmes de Espinosa, practicada a la provincia de la Palma en septiembre y octubre de 1632 parece que sus repartimientos estaban divididos en cinco doctrinas de Clérigos y cuatro de franciscanos. La de Topaipí de clérigos, a cargo del cura Bartolomé Gonzales Farfán, estaba formada por dos parroquias (iglesias): Topaipí grande, en los aposentos e iglesia de Francisco Gómez de Feria, “cuyos indios están juntos y en contorno destos aposentos de Topaipí, donde está la iglesia parroquial y los más lejanos distaran a media lengua”, integrada por los repartimientos de Topaipí Grande de dicho encomendero, que incluye indios de apellido Yacupí, Acuca, Terama y Tapsarrapí de la parcialidad de Ynocha. Y Topaipí Chiquito de Pedro Trujillo. Del primero eran 298 y del segundo 24, en total 322 indios. Muchipay, en los aposentos de Jerónimo de Vega, formada por los repartimientos de: Muchipay de dicho capitán, con los de Guaguaquí, Chapa y Yacucas. Muchipay de Francisco Rodríguez Pacheco, con los de Cherripay, Yacucas y Yacupíes. Muchipay de Blas Pérez Brochero, con Yacupíes, Acucas, Asunchas y Yasanijas. Eran 144 de Vega, 97 de Rodríguez Pacheco y 145 de Pérez Brochero, en total 386, de los apellidos Chapa, Acuca, Muchipay, Abipay, Chirripay, Yacupí. De la visita del licenciado Diego Carrasquilla Maldonado en mayo de 1643 certifica el escribano Rodrigo Zapata de Lovera que dicha doctrina estaba formada por las mismas dos parroquias (iglesia), integradas así: 1.ª Topaipí Grande, en los aposentos de Gómez de Feria, con las siguientes encomiendas: Topaipí Grande del mismo Gómez de Feria con 58 tributarios, 2 reservados, 26 ausentes y 152 de chusma. Muchipay de Pérez Brochero, con 30 útiles, 3 reservados, 10 ausentes, 85 de chusma. Terama y Pata de Lucas Moreno administrada por cuenta de su majestad con 6 útiles, 2 reservados, 3 ausentes, 15 de chusma. Murca y Guaguaquí de Francisco García de Triana con 3 útiles, 1 ausente y 21 de chusma. Se agregan 43 negros o esclavos que Juan de Triana tiene en su obraje de lana. 2.ª Muchipay, en los aposentos de Jerónimo de Vega, con las siguientes encomiendas: Muchipay de Juan de Vega de Lugo con 13 útiles, 3 reservados, 13 ausentes y 51 de chusma. Muchipay de Diego Rodríguez Pacheco, con 7 útiles, 1 reservado, 6 ausentes y 10 de chusma. Se agregan los negros del trapiche de Lázaro de Guzmán en la jurisdicción de Muzo. Remembranza de esas tribus y repartimientos son las actuales veredas de Muchipay, Guachipay, Chapa y Lourdes, y la de “Herrera Bustos” está en la memoria del célebre corregidor de los Panches en 1.604 don Diego de Herrera Bustos encomendero de la Palma.

### El nuevo pueblo indio
Estos repartimientos subsistieron en los respectivos rancheríos en torno a la iglesia que en ellos tenían los encomenderos para su adoctrinamiento, que agrupados en rededor del más poblado constituían un curato. No hay constancia de que en el sitio de El Batan de Topaipí, como antes se dice, se hubiese fundado el nuevo pueblo indio, pues tampoco hasta 1.643 se habla de él. A medida que se extinguieron los indios y refundiéndose los restos de población de unos en otros fueron reduciéndose a un solo lugar, en el que finalmente vino a conformarse un pueblo con el nombre de Topaipí, en fecha que no ha podido establecerse, aunque se debe al oidor Lesmes de Espinosa en 1.617 el haber sido el proponente o gestor. En junio de 1786 el cura de Topaipí D. José Bernardo García Badillo dijo que hacía 7 meses era cura allí y que no había en este pueblo sino 14 indios tributarios, de ellos 5 a 6 empleados (generalmente los alcaldes, tenientes y ayudantes de la iglesia) no había vecinos y estaba tan desolado que tampoco se encontraba “siquiera quien le soplara candela…y los que he encontrado dentro del resguardo como fuera de él, indios que se mencionan ser de aquel pueblo han sido catorce que llaman demorados, de los que se quitan de alcalde, capitán y demás oficios en que se ocupan cinco o seis más o menos y que estos por empleados no pagan cosa alguna del real tributo, y con la grave circunstancia de no estar estos reducidos al pueblo, sino viviendo en lo más retirado de las montañas…por otra parte como es constante y se infiere no hay ni puede haber iglesia decente”. Y por tal motivo se trasladó a Terama que era inmediato. El anterior memorial fue pasado al cabildo de la Palma el 19 de julio siguiente para la correspondiente investigación. 
El procurador Francisco Javier de Vargas practicó inspección ocular y constato lo dicho por Badillo, en virtud de lo cual propuso que los indios se agregaran a Terama. Otros declarantes se quejaron de la desidia de las gentes, que la iglesia era de paja y palos, no tiene ni pila bautismal y solo hay dos campanas, que el pueblo esta circunvalado de montañas y sus caminos son muy malos. El cabildo de la Palma dio una constancia según la cual “la iglesia y casa de dicho cura son de palos y su cubierta de paja amenazando ruina; las imágenes están más de causar irreverencia e irrisión que culto y adoración por los malos tratamientos del tiempo y su antigüedad”. En vista de la ruina del pueblo el 22 de enero del año siguiente de 1.787 el fiscal dispuso que debía extinguirse y agregar sus indios al más próximo, que lo era el de Terama, entonces regentado por el cura Ambrosio Antonio de Vargas y trasladar los ornamentos y alhajas de la iglesia, lo cual fue aprobado por Decreto del virrey Caballero y Góngora dado Turbaco el 28 de julio de este año. El 2 de octubre se llevaron las imágenes y ornamentos. 
El 14 de noviembre se ordenó al cura celebrar dos misas los días festivos: una en Terama y otra en Topaipí para los que allí quedaban. Restablecimiento del pueblo Decretada la extinción del pueblo, de los 14 indios que decía el cura resultaron 148 que estaban escondidos en las montañas protestando contra la demolición y presentaron al virrey en Santafé un memorial alegando que el haberse retirado a los montes no era razón para privarlos de cura e informaban que había “una capilla comprendida en nuestro pueblo que se nomina el Guayabal en donde reside cierto número de vecinos, a más de estar bastante inmediatos otros dos curas los que se nombran el de Terama y Murca”. Y decían “ser géneros de hilo la moneda con que los indios satisfacen los derechos para la congrua”. Finalmente pedían “nombrarnos un sacerdote que quiera voluntariamente asistir y administrar el divino culto en nuestro pueblo, que por consiguiente protestamos mirarlo, asistirlo y cuidar de su porte”, y como tal pedían a Juan Ignacio de Hoyos que ya lo había sido. Eran firmantes Juan Andrés Sánchez, teniente de gobernador y Juan de Cruz Rueda y Joseph de Vega, alcaldes. Rechazada la propuesta el 27 de julio de 1789 se autorizó al cura de Terama para que si lo había sobrante designara sacerdote que vaya a Topaipí designación que recayó precisamente en el mencionado Hoyos. El 26 de mayo de 1790 el cura de la palma D. Cristóbal de Osorio rindió informe favorable al restablecimiento de Topaipí y el 16 del mes siguiente el Chantre de la catedral D. Miguel Joseph de Masustegui nombró interino al pare Juan Ignacio de Hoyos quien tampoco tuvo manera de vivir allí y lo abandonó. 
En febrero de 1805 los naturales daban cuenta de que el antiguo pueblo había sido abandonado por los nuevos curas y solo los asistía el de Murca, aunque muy distante. Con base en lo anterior el fiscal ordenó el 13 de marzo se nombrará cura propio, pero el candidato contestó que allí no tenía la congrua, lo que indicaba la extrema pobreza del pueblo. El 6 de agosto García Badillo informaba que de ello se dio cuenta el arzobispo Virrey Caballero y Góngora en Cartagena, y desde allí se dispuso agregar los indios de Topaipí a Terama y llevar los ornamentos de la iglesia, y no sabía nada más porque ahora estaba de cura en Fosca. El 23 de diciembre de este año D. Cayetano María Rojas cura del Peñón de Terama, recibió orden de trasladar a este curato los vecinos que eran de Topaipí, y en su respuesta cuatro días después decía Rojas que era cura de Terama hacia 7 años dos meses, o sea, desde octubre de 1797 y que en este año administraba el curato de Topaipí Francisco Blas Ramírez, a quien sucedieron Pedro Ortega, Agustín Nieto y el actual de Murca, a donde hay buen camino de Topaipí porque por allí comercian los de Muzo y Chiquinquirá con Honda. El cura de Murca era José Valerio Palacios, quien desde diciembre de 1802 administraba a Topaipí por orden del arzobispo Fernando Portillo.
El 6 de febrero de 1806 el cura Ignacio Ambrosio Antonio de Vargas de la Palma manifestaba que habiéndose agregado a Terama el vecindario de Topaipí no se consiguió que los naturales hicieran casa allí y que este pueblo o sitio es mejor que Murca y Yacopí. El 26 del mismo mes el canónigo de la catedral D. José Domingo Duquesne conceptuaba que hay más comodidad para pueblo en Topaipí que en Murca o Yacopí, y ordenó al vicario de la Palma Ignacio Ambrosio Antonio de Vargas hacer una visita al municipio de Topaipí para reconocer su estado y población, quien el 2 de septiembre rindió informe de ella, en el que decía que la iglesia es de tapia y de paja con 29 varas de largo por 10 y media de ancho, con dos campanas, dos pilas de piedra, altar mayor, ornamentos e magines, y que había 178 indios así: 26 de moreros, 5 medio de moreros (que pagaban tributo de demora), 32 de doctrina, 70 párvulos, 7 viudas, 7 solteras, 9 solteros y 22 casados. Y 393 blancos así: 103 casados, 30 solteros, 38 solteras, 222 párvulos. En vista de lo anterior, por auto del 29 de octubre de este año de 1806 se restableció el pueblo y curato de Topaipí y el 22 de noviembre se nombró cura a Jesús Segundo Pérez, clérigo menorista, por concurso con José Nicolás Ramírez y Vicente Espinosa. Ahora mientras se consolida Topaipí se extingue san Roque de Murca, cuyos indios se agregaron a la viceparroquia de guayabal de Topaipí, como se llamó entonces por Decreto del 22 de marzo de 1821, aprobado por el Gobierno el 13 de abril siguiente por Decreto que, además, le señalaba por jurisdicción; “por las quebradas de Minche, alpujarra e Izacar al río Murca y siguiendo la quebrada de la mina a Peña Negra hasta donde se encuentra la quebrada de guaduas y ella abajo hasta el río de Murca”.

### De aldea a distrito
Por Decreto de 23 de marzo de 1822 del vicepresidente General Santander, orgánico de los Cantones de la provincia de Mariquita, el de la Palma se formó por las “parroquias” de Caparrapi, Peña, Peñón de Terama, Juapaipi (Topaipí), Yacopí y Murca este Decreto le dio el título de parroquia sin serlo, pues apenas se mencionaba viceparroquia. Por ordenanza No 40 de 20 de octubre de 1856 de la legislatura Provincial de Bogotá sé suprimió la aldea de Topaipí y su territorio se agregó al de la palma. Pero esta ordenanza no podía tener validez porque entonces este cantón pertenecía a la Provincia de Mariquita, de la cual vino a segregarse para agregarla a la de Bogotá por Ley del congreso de nueva Granada de 14 de mayo de 1857. Por Ley C. De 14 de noviembre de 1857 se creó el departamento de Guaduas, en él fue incluido el distrito de Topaipí, a cuya cabecera se le dio el título de aldea por el artículo 72 de la misma. Por el artículo 15 de la Ley C, de 24 de diciembre de 1863 se suprimió el distrito y junto con el de Yacopí se agregó a la Palma. Por Decreto del Gobernador del departamento de Zipaquirá de 18 de abril de 1868 se creó el cargo de Corregidor de guayabal de Topaipí, dependiente del alcalde de la Palma, con funciones administrativas y de juez de distrito. Por Ley C. No 18 de 15 de diciembre de 1879, artículo 5 se restableció el distrito, y por el artículo 9 se determinó sus límites así; Con la palma el alto del volador por la línea que separa las tierras de Omocoquito y Minipi hasta la quebrada sé el ingenio, siguiendo el curso de esta hasta el río Murca o Guachipay. y continuando su curso hasta el río Bunque. Con Yacopí el mismo alto del Volador por el límite norte de los terrenos de Omecoco, el puente, Florián y el antiguo resguardo de Yacopí hasta los morros se Ibama; De aquí en dirección oriente por la cumbre de los montes hasta el alto de Carancha, y por el contrafuerte norte de este hasta la quebrada del batano. Límite con el estado de Boyacá, fue promotor del restablecimiento del distrito de Topaipí don Eufrasio Escobar, quien dona el área de población y tres casas pajizas para oficinas. Por el Art., 12 de esta Ley se ordenó “la cabecera de Topaipí será el caserío de Barandillas hasta el alto Tutan, y la de Yacopí el caserío de Morai”, esto muestra que eran dos municipios, pero por el Art. 13 siguiente se dijo: La antigua área de población de Yacopí se venderá con las formalidades legales y su producto se distribuirá por mitad, entre los distritos de Yacopí y Topaipí, para la adquisición de sus nuevas áreas de población. Por Ley C. No 21 de 11 de noviembre de 1880 se dijo que los límites de la Palma con Topaipí son los que tenía la Palma antes de la supresión de distrito de Murca, se anota en la codificación Cundinamarquesa de Julián Restrepo Hernández que tales límites no se encuentran en las Leyes de 1857 a 1863 ni en las ordenanzas de la cámara Provincial por el artículo 3 de dicha Ley No 21 se dijo; El territorio de Yacopí y Topaipí formar un solo distrito y la cabecera será la de ese último, prolongada hasta el llano del puente, esta disposición y la anterior llevan a confusión, pues no se determina el municipio suprimido o si los dos siguen subsistiendo, lo cual contribuye las siguientes Leyes. Por Ley C No 21 de 1882, Art. 7 se establecieron los límites de Topaipí con Caparrapi. Que fueron por la Ley C No 17 de 1884, en la que figura como distrito. Por Decreto departamental No 53 de 16 de enero de 1886 se dispuso que el distrito de Topaipí haga parte del de La Palma. Por ordenanza No 14 de 12 de mayo de 1971 ara 1, se dijo; segregase el municipio de El Peñón la vereda de Topaipí y agregase el territorio del actual Municipio de Yacopí. En lo sucesivo este municipio, por los linderos que enseguida se expresan. Se denominará Topaipí y tendrá por cabecera la población de este nombre. Por Decreto Deptal. No 95 de 2 de mayo de 1914 el nuevo Municipio de Topaipí se incorporó en la provincia de Facatativa. Por Decreto No 96 de la misma fecha, considerando que por la citada ordenanza No 24 se segregó del Municipio del Peñón la vereda de Topaipí, se agregó el actual territorio del Municipio de Yacopí, el cual en lo sucesivo se denominará Topaipí y tendrá por cabecera la población de este nombre, se ordenó el traslado de los archivos de las oficinas de Yacopí a las de Topaipí, cuyo Concejo una vez instalado procederá a expedir el acuerdo de presupuesto. Agregó que el tesorero de Yacopí rendirá cuentas al Concejo de Topaipí y que el tesorero del Peñón dará al de Topaipí una copia del catastro de la antigua vereda de este nombre. A este maremágnum de disposiciones se agrega las siguientes. Por ordenanza No 46 de 2 de mayo de 1917, Art. 1, se dijo: el municipio creado por el artículo 2 de la ordenanza No 14 llevará en lo sucesivo más confuso es su artículo 2 que dice esta ordenanza entrará en vigencia tan luego como se haya determinado la construcción de la casa municipal y de la iglesia en el caserío de Topaipí. La citada ordenanza 46 fue demandada por el señor Clodomiro Forero Vargas ante el tribunal contencioso administrativo. Fundado en su incongruencia y en las de la ordenanza 14 de 1903 y en el principio según en el cual la cabecera de un Municipio debe de estar dentro de la jurisdicción de este y en que al crearse virtud fue declarada nula por sentencia de 24 de julio de 1917 confirmada por el consejo de estado el 24 de septiembre. Se tuvo en cuenta la resolución del concejo del peñón de 21 de mayo anterior, por la cual esta corporación se opuso al traslado de su cabecera al caserío de Topaipí, como lo disponía la ordenanza 46. De este enredijo vino a quedar en claro que el distrito de Topaipí estaba suprimido desde 1886, que unas veces pasaba al peñón y otras a Yacopí, o viceversa, y lo único que le daba alguna individualidad era su categoría de parroquia. En consecuencia. Había que gestionar su nueva creación en municipio.

### El nuevo municipio
El 11 de febrero de 1926 se hizo cargo de la parroquia el padre Ruperto Aguilera León, oriundo de Vergara. Preocupado por el restablecimiento del distrito, al año siguiente inicio las diligencias para su creación, ayudado por su primo el historiador Múgele Aguilera, quien le suministro la documentación requerida para presentar el respectivo proyecto de ordenanza. La situación de Topaipí era desfavorable políticamente, pues siendo este de mayoría liberal, su cabecera el Peñón, de mayoría conservadora no lo aceptara, para contrarrestar la oposición conservadora en la asamblea, él padre Aguilera dirigió una carta al arzobispo Bernardo Herrera Restrepo pidiéndole apoyo, y confiado en ello presentó la solicitud a la Asamblea Departamental, entonces presidida por el general Ignacio Moreno, natural de Guaduas. En caso similar, pero en opuesta condición política, se encontraba el caserío de San Bernardo, pueblo conservador que aspiraba a independizarse de Pandi, liberal, cuya erección en municipio, nuevamente, gestionaba el doctor Jorge Roa compaginadas las dos peticiones, los interesados convinieron en presentar un solo proyecto de ordenanza creando los dos municipios en el que los conservadores del Peñón quedaban compensados con los liberales de Pandi. Y los liberales de Topaipí con los conservadores de san Bernardo, fue así como por gestión del doctor Jorge Roa y el padre Aguilera León se votó la ordenanza No 62 de 3 de mayo de 1927, que creó los municipios de San Bernardo y de Topaipí, comprendido este por los siguientes límites: Desde el nacimiento del río Bunque, río abajo donde se encuentre el camino público que va del Peñón a Topaipí, este arriba hasta el río el Turmal, por toda esta cordillera hasta donde se encuentran las quebradas de quita sol y San Miguel. De aquí por toda la cuchilla hasta la cordillera de Pisco, por todo aquí hasta el río Murca, todo este arriba hasta donde se bifurca en dos quebradas llamadas salitre y la guadua, de aquí hasta buscar el límite del monte de Carmen en la casa de Anatolio Guarín en el punto de donde parte el camino que va para Florián, de aquí al alto del picacho, de aquí al alto del chirca; Por toda esta cuchilla hasta el camino que va para Suaraz. Todo este hasta encontrar la quebrada de Honduras, está abajo hasta el río Suaraz, este abajo hasta donde recibe las aguas quebrada negra o del francés, este arriba hasta su nacimiento, que es cerca de palón, de allí al palón, que se halla en el camino de Paime a la Palma; de allí a buscar el nacimiento de la quebrada los molinos, está abajo hacia su desembocadura en la quebrada de Mamercha, está arriba hasta su nacimiento, de aquí al alto de Muzo o boquerón de chepa. Y de aquí al nacimiento del río Bunque.
Las tierras del resguardo de Topaipí fueron vendidas por los mismos descendientes de los aborígenes entre 1871 y 1875, como aparece de escrituras otorgadas en la notaria de la Palma. Oriundo de Topaipí fue Rogelio Riveros, General de la guerra de los mil días, quien combatió en las filas gobiernistas, se cuenta que su padre, Germán Riveros natural de un pueblo de Santander, llegó a Topaipí y se casó con Doña Virginia real, heredera de Marco Antonio Real, quien allí construyó un castillo feudal, Rogelio murió en Pacho. A finales del siglo pasado se explotaron las fuentes salinas de Honduras, Guachipay, Nescorbuche, Moray y sardinas y también minas de cobre. El dos de julio de 1927 se inaugura el municipio, fecha consagrada en una medalla conmemorativa que mando hacer el padre Aguilera León para obsequiarla a los asistentes al acto. En su jurisdicción se creó por ordenanza No 3 de 1940 la inspección de Policía de san Antonio de Aguilera. En 1912 Arístides Rojas organiza la banda municipal. Que dirigió el maestro Ramón Casabuenas. 

### Historia reciente a finales delsigloXX
Durante años el municipio, y la región de Rionegro, vivieron del cultivo del café como producto principal; y los productos de pan coger tales como la yuca, el plátano además de la ganadería, viviéndose algunas buenas épocas cuando los precios internacionales del nombrado café hacían prospera la industria. Al mediar el siglo, y tras el bogotazo, la violencia partidista que asoló muchas regiones de Colombia, afectó de manera grave esta parte de la geografía presentándose terribles hechos de sangre que produjeron hondas heridas que no terminaron de sanar totalmente sino hasta décadas después. El desplazamiento de grupos humanos a las grandes ciudades, los asesinatos selectivos y hasta el bandolerismo que quedó como secuela de la pacificación bajo el gobierno Rojas Pinilla y al iniciar el Frente Nacional, son hechos que los habitantes más viejos recuerdan. Unos con dolor, pero los más, con esa especie de amnesia colectiva que permite a los pueblos tomarse un respiro y continuar su camino. Como era de esperarse, la escasa producción económica que era digna de considerarse remanente ganancioso, se derrumbó en medio del periodo conocido por los historiadores como “La violencia” y no vino a recuperarse si no hasta los años setenta con la bonanza cafetera que permitió a las regiones de clima medio del país, con algún nivel de infraestructura cafetalera, beneficiarse de los altos precios internacionales, estimulados por la alta demanda de los países ricos y varios años de heladas en las zonas cafeteras de Brasil. En los años ochenta la producción del café se vio afectada por la reducción de precios y la entrada en el mercado de competidores que podían ofrecer salarios y precios más baratos y, la estabilización de la producción brasilera. 
En los noventa y al arrancar el siglo XXI, el nivel de vida en términos reales de los habitantes, era según algunos entendidos, igual al de los años treinta y cuarenta, con un agravante: la violencia de los grupos de extrema izquierda y derecha. La profunda expansión territorial de las guerrillas marxistas –principalmente– y los procesos de descomposición institucional del país llevaron a que, por ejemplo, en el año 1991 se presentara la toma del casco urbano del municipio por parte de un gran grupo de integrantes de la guerrilla. Una década después, y tras la expansión de cultivos ilícitos, los grupos extremistas de este país lucharán por el control territorial en la zona; causando la muerte de muchas personas, pero para nombrar solo algunos hechos resaltables podemos señalar: la muerte violenta de Yudi Duarte, secretaria de la Personería municipal; la muerte de Ana Lucía Álvarez, Directora de la Asociación de Municipios de la Provincia de Rionegro; la muerte de Wilson Castro, alcalde municipal; el derribamiento de un helicóptero que trasportaba valores para el Banco Agrario, y la muerte en esos hechos de cinco personas y; el secuestro y posterior rescate del Obispo de Zipaquirá por parte de las guerrillas. Cuando los grupos de extrema derecha avanzaron desde el Magdalena medio, se produjo la retaliación contra los pocos habitantes que quedaban, en la presunción de que, al menos alguno, eran auxiliares de los guerrilleros, sucediendo más asesinatos selectivos y llevando a que el pueblo fuese gravemente afectado y mutilado. En los últimos años la ligera recuperación de la economía del café y el ganado y un clima social un poco más estable han permitido algún respiro a los Topaipícenses quienes pueden pretender algún índice de mejoría en el futuro cercano
+

## Geografía
- Altitud: 1.323 m s. n. m.
- Temperatura: entre 18 °C y 21 °C
- Distancia de Bogotá: 141 km
- Extensión: 150.04 km²
- La cabecera municipal se encuentra a 5°20′16″ de latitud norte y 74°18′21″ de longitud oeste a 1280 m s. n. m.

### Hidrografía
La principal cuenca hidrográfica la constituye el río Murca que pasa por el municipio de La Palma. Otras cuencas están conformadas por las quebradas Las Hoyas, La Mina, Natay, Herrera, Casa Roja, Sucunal, El Diamante y La Honda. Su principal río es el Bunque, que recorre gran parte del territorio en sentido noroccidente hacia el sur hasta el municipio de El Peñón donde desembocan sus aguas al río negro.

Se destacan por ser microcuencas importantes del río Bunque las quebradas: Robles, Alambique, Rosados, Términos, Pisco, San Miguel, Quitasol, Tapira. Las quebradas que surten el acueducto municipal: Sucunal y El Diamante, el río Barandillas que sirve de límite con el municipio de La Palma en la vereda de Lourdes que recorre el territorio por el costado noroccidental con una serie de quebradas que lo alimentan: Herrera Bustos, Caipal, Copejo, Muchipay y los Pantanos. 

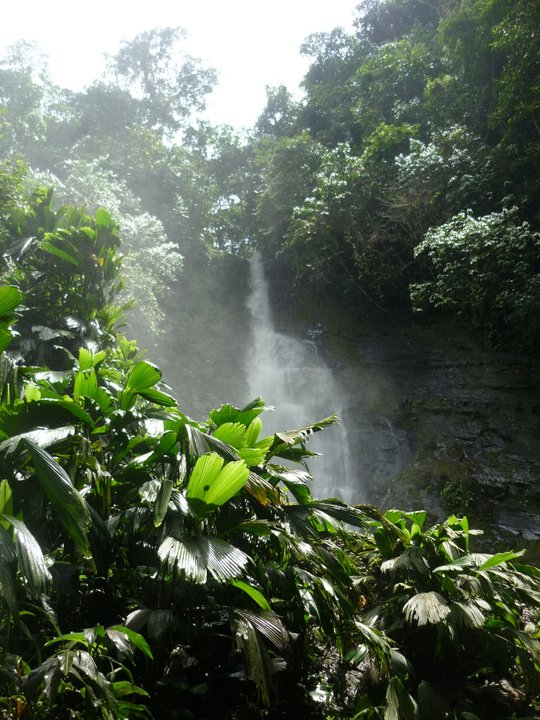
Cascada natural en Topaipí.

### Límite municipal
Topaipí está delimitada por los siguientes municipios:
| Noroeste: Yacopí                                              | Norte: Yacopí | Nordeste: límites entre los municipios de Yacopí y Paime |
| Oeste: La Palma                                               |               | Este: Paime                                              |
| Suroeste: límites entre los municipios de La Palma y El Peñón | Sur: El Peñón | Sureste: Villagómez                                      |

### División Político-Administrativa
Aparte de su cabecera municipal, tiene bajo su jurisdicción los centros poblados de El Naranjal y San Antonio de Aguilera.

Además, el municipio está compuesto con las siguientes veredas: Alto de Micos, Bermejal, Buenos Aires, Bunque, Caipal, Caquian, Castaño,Centro Occidente, Centro Oriente, Chapa, Chapilla, El Ten, Guachipay, Herrera Bustos, Honduras Lomalarga, Honduras Lusitania, Honduras Paraíso, Honduras San Martín, Honduras Términos, Hoya del Tablón, Iriche, Lourdes, Llano de Murca, Mamercha, Mata de Ramo, Montealegre, Muchipay, Nacopay, Pápatas, Pisco Chiquito, Pisco Grande, Roblón, Sabaneta, San Isidro, San Juan, Santa Bárbara, Suarás y Términos.

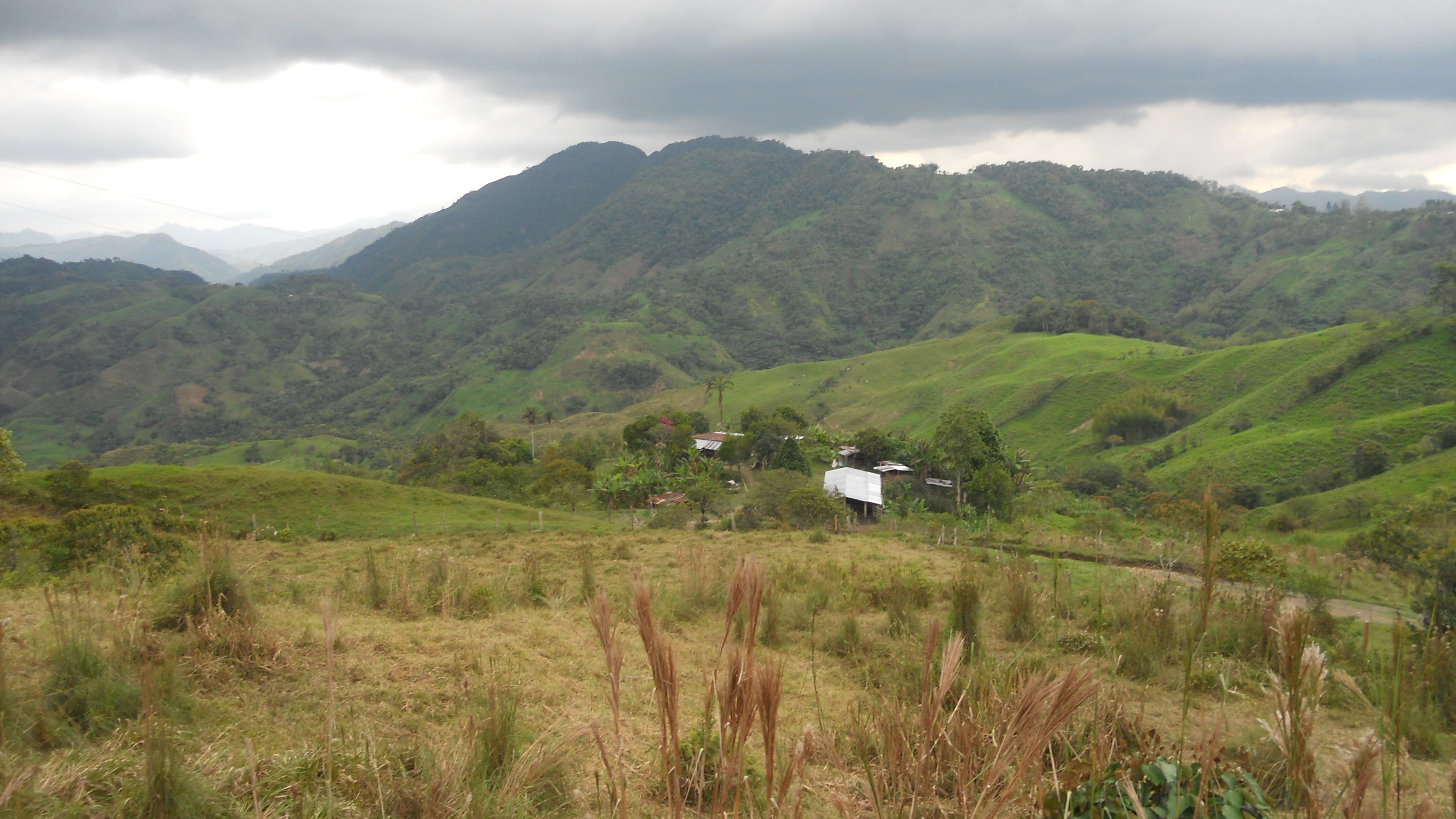
Paisaje en el sector rural de Topaipí.

## Ecología
El chicalá es un árbol que se distribuye hasta los 1,900 m s. n. m., prefieriendo climas cálidos (25oC) y un régimen de lluvias de 500 a 3,000 mm. Esta especie maderable es bastante tolerante a la sequía y poco exigente en cuanto a calidad de suelo. Suele encontrársele en planicies o laderas donde además ayuda al control de la erosión. Su nombre científico es Tabebuia chrysanth.
El 29 de mayo de 2019 el árbol del chicalá, que fuera el símbolo visible más querido de Topaipí, se precipitó sobre el edificio del gobierno municipal sin provocar daños a su estructura. Se dice que este árbol, que florecía dos veces al año y en época de verano, fue sembrado por un señor llamado Matías Rueda. Se desconoce la fecha en la que el árbol fue plantado pero se calcula que podría tener cerca de 100 años al momento de su caída que, sin duda alguna, enluta a todos los topaipicenses.

## Economía

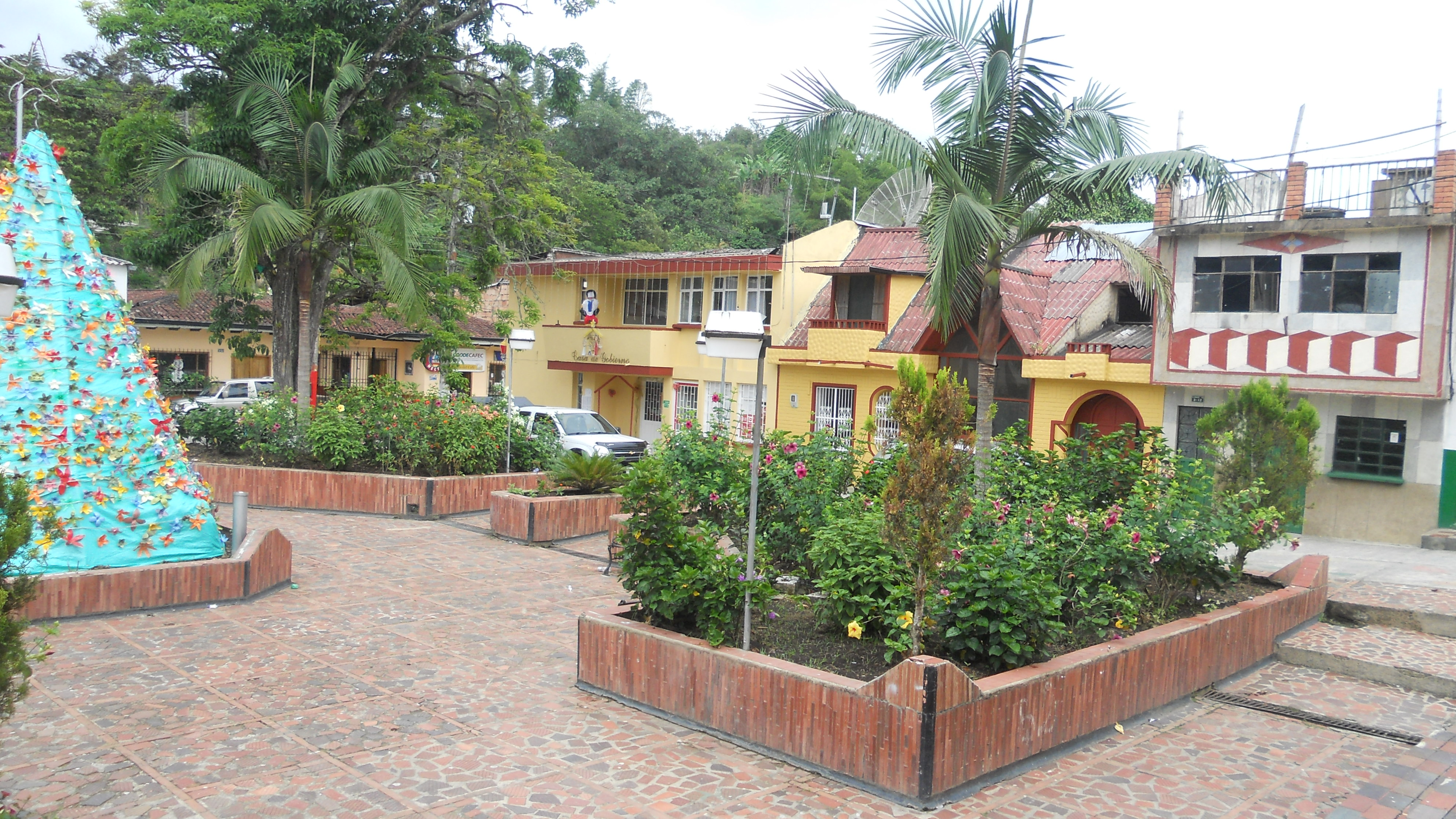
Vista del Parque Principal antes de su nueva reconstrucción.

Durante años, el municipio y la provincia de Rionegro vivieron del cultivo del café como producto principal, y los productos de pancoger tales como la yuca y el plátano, además de la ganadería. En la actualidad, además de las actividades tradicionales de la economía, se empieza a hacer énfasis en el turismo recreativo, ecológico y cultural.

#### Oferta de productos
Yuca, plátano, caña de azúcar, panela, chontaduro o cachipay, maíz, orquídeas, quesos, vino de naranja, naranja, limones, mandarinas, guayabas, guamas, ganadería y porcicultura, gallinas y huevos, madera y guadua, mineral de hierro, café, cacao, orquídeas, heliconias, maderas.

#### Demanda de productos
Prendas de vestir para clima medio, víveres en general, insumos veterinarios y agrícolas, misceláneos y papelería, servicios médicos y medicinas.

## Instituciones de educación
- Institución Educativa Departamental de Topaipí.
- Colegio Básico Rural de Patatas.

Institución Educativa Departamental San Antonio  De Aguilera 
Escuelas rurales:
- Bunque, Chapilla, Guachipay, Hoya del Tablón, Lourdes, Montealegre, Muchipay, Naranjal, Pisco Chiquito, Pisco Grande, Sabaneta, Términos, Mata De Ramo, Suáraz, Bermejal, Lucitania, Paraíso, Buenos Aires

## Turismo

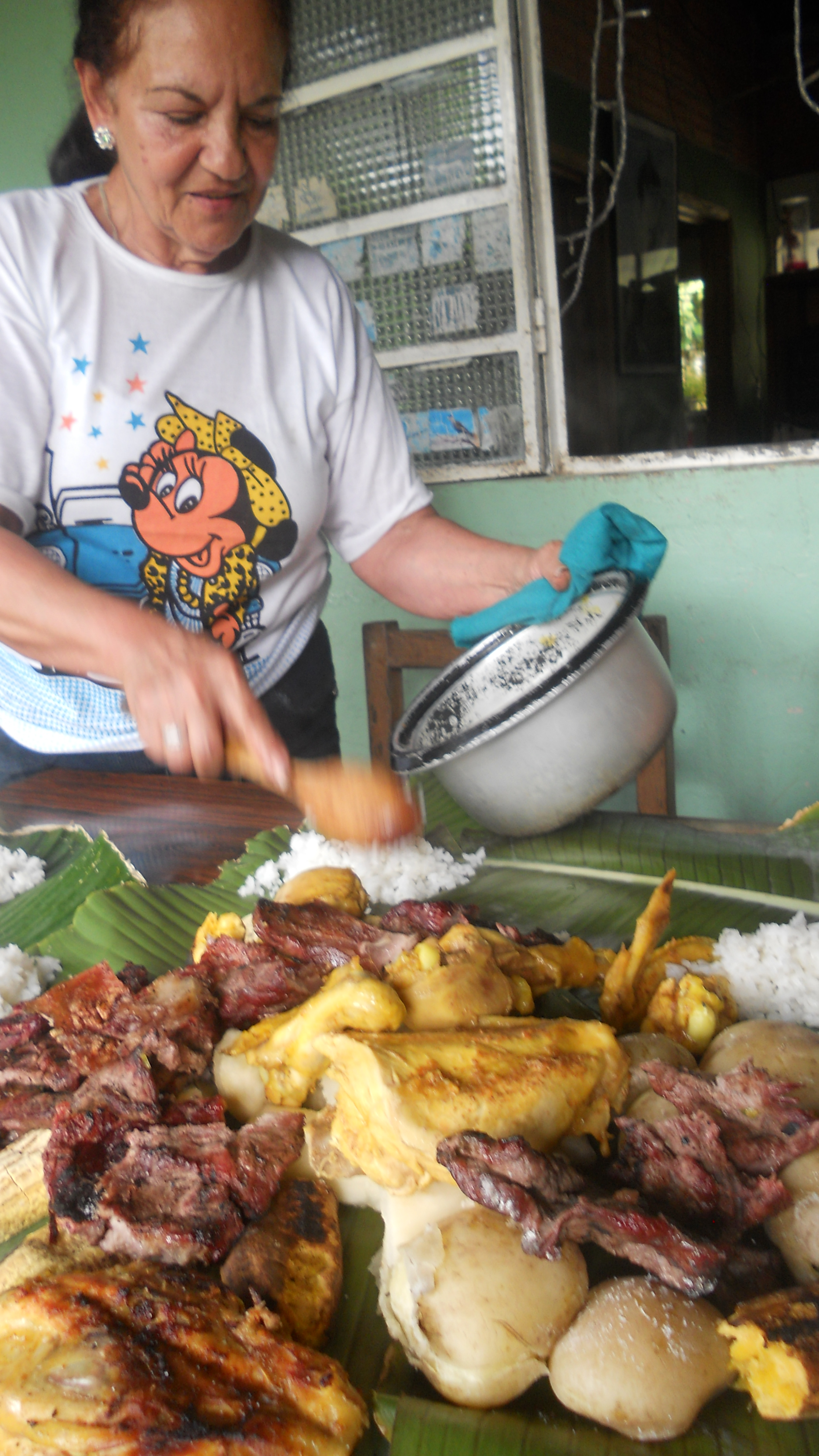
El fiambre, comida típica de Topaipí

Topaipí goza de paisajes exuberantes dada la abundancia de sus bosques, muchos aún vírgenes. Cascadas y numerosos cuerpos de agua que dan vida a su paso. Terrenos a diferente altitud que van desde clima cálido hasta templado y en algunos lugares un clima más frío. Existen antiguos caminos de herradura marcados por el paso de bestias de carga a lo largo de los últimos cuatro siglos. Casas que pasan de los cien años. Cuevas y peñas abarrotadas de musgos coloridos que atrapan más que agua. Cañaduzales donde se extrae el néctar que embriaga dulcemente a sus comensales. Exquisitas nacumas (tallos de Ítaca)  de las que solo unos pocos han oído hablar. Laboriosas hormigas arrieras. Antiguos vestigios de minas de sal, carbón y esmeraldas inexplotadas. Material de hierro rojo de excelente calidad. Fauna misteriosa que deambula entre las sombras de los frondosos matorrales y pasadizos verdes infranqueables. Bosques tropicales y pastizales soleados que son adornados por vetustos cultivos de café que en otros tiempos fue el sustento de la región. Flora nativa e insectos enormes que aún faltan por clasificar. Hermosos pozos y charcos para nadar en aguas cristalinas con peces, cangrejos mariposas, ranas y sapos policromados.

### Sitios de interés
- Quebrada de Castaño
- El alto de la Virgen, o Alto de Chamuscados
- Quebrada de Pisco Grande
- Charco de Sabaneta
- Río Bunque (límites con El Peñón)
- Río Suarás
- Arte rupestre en la cueva de los indios (camino veredas Chapilla-Teramilla)
- Casa Cachepalo

Hoteles: Hotel El Chicalá, Hotel Topax , Hotel Don Tanillo, hotel la casona, Hotel Montealegre. los precios de hospedaje en un hotel en Topaipí oscilan entre 15.000 COP (5 USD) y  25 000 COP, (8 USD)
Algunos eventos que se realizan en el municipio de Topaipí y de  atracción turística son:
- Mercado Campesino (jueves y domingos)
- Feria Ganadera e Integración de Colonias de la Vereda de Términos
- Feria Ganadera del Centro Poblado de Topaipí
- Ferias y Fiestas de San Antonio de Aguilera
- Ferias y Fiestas de Topaipí Cundinamarca

## Movilidad
A Topaipí se llega desde Bogotá pasando por la Ruta Nacional 45A desde Chía hasta Zipaquirá, y de esta última hasta la variante de Pacho por el occidente. Una vez allí continúa por la vía del Río Negro hasta El Peñón y luego al norte por territorio topaicense. También por Pacho hacia el norte se llega por la vía terciaria Pasuncha - San Antonio de Aguilera - Villagómez.  El tiempo estimado del viaje por carretera oscila entre 4 y 6 horas.
Desde la Terminal de Transportes de Bogotá, Módulo 3, en la Flota Rionegro y Expreso Gómez Villa. Existen cuatro rutas al día, tanto de ida como de regreso.

## Símbolos

### Himno
Autor: Luz Marina Páez y Yamil Chávez 
CORO
Adelante familias unidas

nos espera un mejor porvenir

no dejemos la tierra querida

el futuro está en Topaipí.

Gente, honesta, alegre, aguerrida

lo que busca tenemos aquí.

ESTROFA I
Hay rumor y cantos lejanos,

que el paso hace recordar

¡Vamos! Hombres, mujeres y niños

compromiso reclama el vivir

merecemos portar con orgullo

el coraje del cacique Topaipí.

ESTROFA II
Tierra fértil de muchas historias

blancas casas en barro y en cal,

chicalaes dorados que arrullan

las leyendas que están por contar

y el tañido de vieja campana

que forjó don Lázaro Guzmán.

ESTROFA III
Del ancestro colima guerrero

de esperanza de fe y libertad,

fuentes de agua, ganados y campos,

dotó Dios a mi pueblo natal.

## Galería

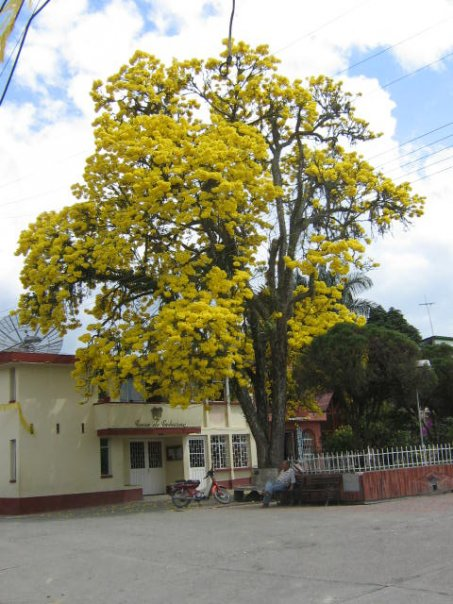
Una calle de Topaipí
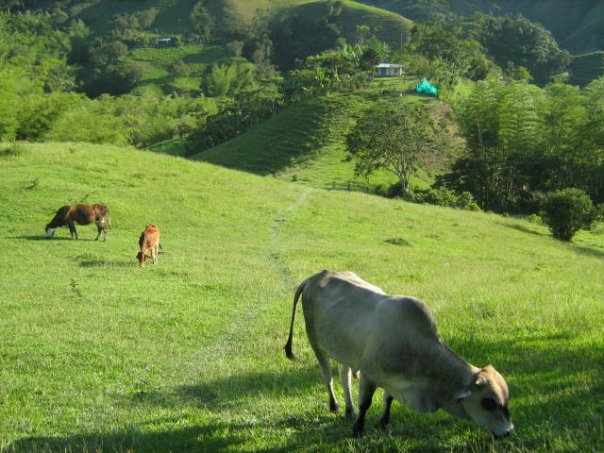
Paisaje rural
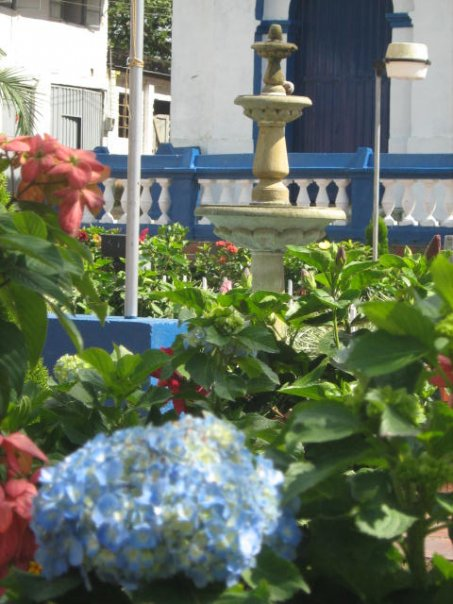
Jardín en el parque principal
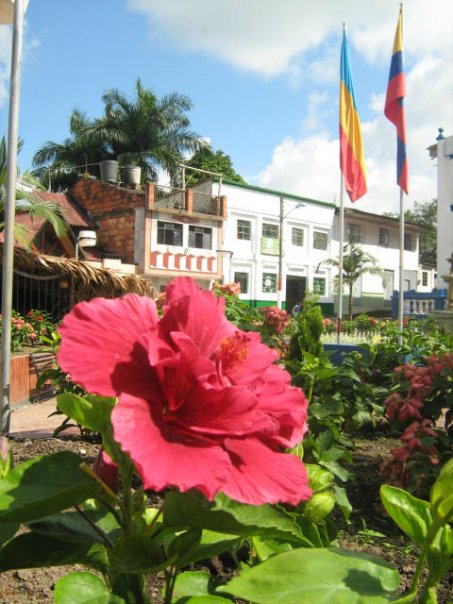
Jardín en el parque principal
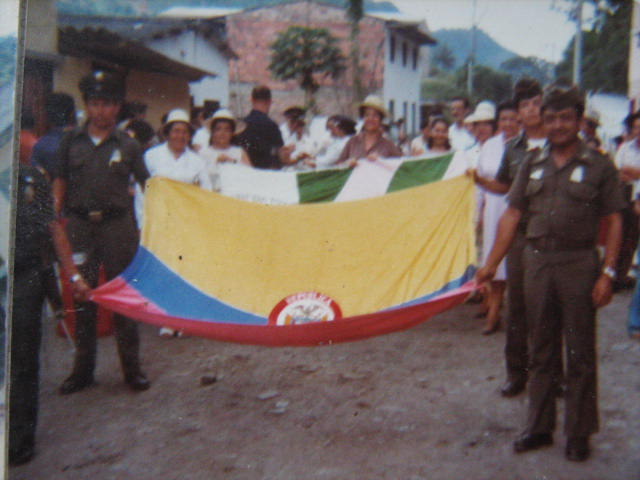
Topaipí 1979
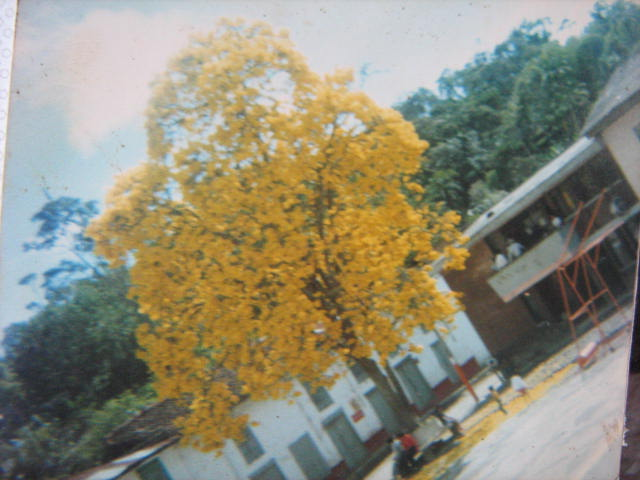
El Chicalá, árbol símbolo de Topaipí